# Persone di nome Nancy
| Questa pagina contiene informazioni ricavate automaticamente dalle voci biografiche con l'ausilio del template Bio e di un bot. L'aggiornamento è periodico e automatico e ricostruisce completamente la pagina. Se manca una persona in questa lista, sei pregato di non aggiungerla, ma accertati piuttosto che la sua voce biografica contenga il template Bio e che i dati anagrafici siano correttamente compilati. Se il template Bio manca, inseriscilo tu stesso o, in alternativa, metti l'avviso {{tmp\|Bio}} che ne segnala la mancanza. Se i dati riportati sono sbagliati, correggi direttamente la voce biografica; le modifiche saranno visibili in questa lista entro pochi giorni. Per chiarimenti vedi il progetto antroponimi. La lista contiene solo le 137 persone che sono citate nell'enciclopedia e per le quali è stato implementato correttamente il template Bio. Pagina aggiornata al 16 ott 2024. |

Questa è una lista di persone presenti nell'enciclopedia che hanno il prenome Nancy, suddivise per attività principale.

## Agenti segreti(1)
- Nancy Wake, agente segreto neozelandese (Wellington, n. 1912 - Londra, † 2011)

## Allenatrici di pallacanestro(1)
- Nancy Darsch, allenatrice di pallacanestro statunitense (Plymouth, n. 1951 - Plymouth, † 2020)

## Antropologhe(1)
- Nancy Scheper-Hughes, antropologa statunitense (New York, n. 1944)

## Archeologhe(1)
- Nancy Thomson de Grummond, archeologa e etruscologa statunitense (Stati Uniti, n. 1940)

## Astronaute(2)
- Nancy Currie, ex astronauta e ingegnere statunitense (Wilmington, n. 1958)
- Nancy Jan Davis, ex astronauta e ingegnere statunitense (Cocoa Beach, n. 1953)

## Astronome(1)
- Nancy Roman, astronoma statunitense (Nashville, n. 1925 - Germantown, † 2018)

## Atlete paralimpiche(1)
- Nancy Chelangat Koech, atleta paralimpica keniota (Kericho, n. 1995)

## Attrici(38)
- Nancy Allen, attrice statunitense (New York, n. 1950)
- Nancy Andrews, attrice statunitense (Minneapolis, n. 1920 - New York, † 1989)
- Whitney Blake, attrice e sceneggiatrice statunitense (Eagle Rock, n. 1926 - Edgartown, † 2002)
- Nancy Burnett, attrice statunitense
- Nancy Carell, attrice, comica e scrittrice statunitense (Cohasset, n. 1966)
- Nancy Carroll, attrice statunitense (New York, n. 1903 - New York, † 1965)
- Nancy Carroll, attrice britannica (Cambridge, n. 1974)
- Nancy Cartwright, attrice e doppiatrice statunitense (Dayton, n. 1957)
- Nancy Coleman, attrice statunitense (Everett, n. 1912 - Brockport, † 2000)
- Nancy Drexel, attrice statunitense (New York City, n. 1910 - San Juan Capistrano, † 1989)
- Nancy Dupláa, attrice argentina (Olivos, n. 1969)
- Nancy Dussault, attrice statunitense (Pensacola, n. 1936)
- Nancy Fish, attrice statunitense (Spokane, n. 1938)
- Nancy Gates, attrice statunitense (Dallas, n. 1926 - Los Angeles, † 2019)
- Nancy Lee Grahn, attrice statunitense (Evanston, n. 1956)
- Nancy Guild, attrice statunitense (Los Angeles, n. 1925 - East Hampton, † 1999)
- Nancy Hower, attrice e regista televisiva statunitense (Wyckoff, n. 1956)
- Nancy Kelly, attrice statunitense (Lowell, n. 1921 - Bel Air, † 1995)
- Nancy Kovack, attrice statunitense (Flint, n. 1936)
- Nancy Kulp, attrice e doppiatrice statunitense (Harrisburg, n. 1921 - Palm Desert, † 1991)
- Nancy Kwan, attrice cinese (Hong Kong, n. 1939)
- Nancy Kyes, attrice statunitense (Falls Church, n. 1949)
- Nancy La Scala, attrice e modella statunitense (Buffalo, n. 1965)
- Nancy Lane, attrice, ballerina e cantante statunitense (Passaic, n. 1951)
- Nancy Lenehan, attrice statunitense (Long Island, n. 1953)
- Nancy Marchand, attrice statunitense (Buffalo, n. 1928 - Stratford, † 2000)
- Nancy McKeon, attrice e doppiatrice statunitense (Westbury, n. 1966)
- Nancy Morgan, attrice statunitense (Minneapolis, n. 1949)
- Nancy Olson, attrice statunitense (Milwaukee, n. 1928)
- Nancy Opel, attrice e cantante statunitense (n. 1957)
- Nancy Reagan, attrice e first lady statunitense (New York, n. 1921 - Bel Air, † 2016)
- Nancy Sorel, attrice statunitense (Fall River, n. 1964)
- Nancy Stafford, attrice, conduttrice televisiva e scrittrice statunitense (Wilton Manors, n. 1954)
- Nancy Stephens, attrice statunitense (Texas, n. 1949)
- Mink Stole, attrice statunitense (Baltimora, n. 1947)
- Nancy Travis, attrice statunitense (New York City, n. 1961)
- Nancy Valen, attrice e produttrice televisiva statunitense (Hallandale Beach, n. 1965)
- Nancy Welford, attrice statunitense (Londra, n. 1904 - San Francisco, † 1991)

## Attrici teatrali(1)
- Nancy Hamilton, attrice teatrale e sceneggiatrice statunitense (Sewickley, n. 1908 - † 1985)

## Aviatrici(1)
- Nancy Harkness Love, aviatrice statunitense (Houghton, n. 1914 - Martha's Vineyard, † 1976)

## Biologhe(1)
- Nancy Knowlton, biologa statunitense

## Botaniche(1)
- Nancy Tyson Burbidge, botanica, ambientalista e religiosa britannica (Cleckheaton, n. 1912 - Canberra, † 1977)

## Cantanti(7)
- Nancy Ajram, cantante e attrice libanese (Achrafieh, n. 1983)
- Nancy Ames, cantante e cantautrice statunitense (Washington, n. 1937)
- Nancy Cuomo, cantante e produttrice discografica italiana (Piedimonte d'Alife, n. 1949)
- Nancy Hennings, cantante e musicista statunitense (Stati Uniti d'America)
- Nancy LaMott, cantante statunitense (Midland, n. 1951 - New York, † 1995)
- Nancy Sinatra, cantante e attrice statunitense (Jersey City, n. 1940)
- Nancy Wilson, cantante statunitense (Chillicothe, n. 1937 - Pioneertown, † 2018)

## Cantanti liriche(1)
- Nancy Gustafson, cantante lirica statunitense (Evanston, n. 1956)

## Cantautrici(1)
- Taja Sevelle, cantautrice statunitense (Minnesota, n. 1962)

## Cestiste(4)
- Nancy Átiez, cestista cubana (n. 1957 - † 2016)
- Nancy Dunkle, ex cestista statunitense (Bainbridge, n. 1955)
- Nancy Hill, ex cestista australiana (Gulgong, n. 1934)
- Nancy Lieberman, ex cestista e allenatrice di pallacanestro statunitense (Brooklyn, n. 1958)

## Chitarriste(1)
- Nancy Wilson, chitarrista, polistrumentista e compositrice statunitense (San Francisco, n. 1954)

## Conduttrici televisive(1)
- Nancy O'Dell, conduttrice televisiva statunitense (Sumter, n. 1966)

## Criminali(1)
- Nancy Pitman, criminale statunitense (Los Angeles, n. 1951)

## Danzatrici(1)
- Nancy Stark Smith, ballerina statunitense (New York, n. 1952 - Northampton, † 2020)

## Filantrope(1)
- Nancy Brinker, filantropa, diplomatica e imprenditrice statunitense (Peoria, n. 1946)

## Filosofe(2)
- Nancy Cartwright, filosofa statunitense (n. 1944)
- Nancy Fraser, filosofa statunitense (Baltimora, n. 1947)

## Fotografe(2)
- Nan Goldin, fotografa e attivista statunitense (Washington, n. 1953)
- Nancy Lee Andrews, fotografa e modella statunitense (Jersey City, n. 1947)

## Ginecologhe(1)
- Nancy Beaton Loudon, ginecologa britannica (Black Isle, n. 1926 - Edimburgo, † 2009)

## Illustratrici(1)
- Nancy Ekholm Burkert, illustratrice statunitense (Sterling, n. 1933)

## Informatiche(1)
- Nancy Hafkin, informatica sudafricana (n. 1942)

## Latiniste(1)
- Nancy Llewellyn, latinista statunitense (California)

## Matematiche(1)
- Nancy Lynch, matematica e informatica statunitense (Brooklyn, n. 1948)

## Mezzofondiste(2)
- Nancy Chepleting, mezzofondista keniota (n. 2001)
- Nancy Langat, mezzofondista keniota (Eldoret, n. 1981)

## Mezzosoprani(1)
- Nancy Fabiola Herrera, mezzosoprano spagnola (Guarenas, n. 1965)

## Modelle(3)
- Nancy Sumari, modella tanzaniana (Arusha, n. 1986)
- Nancy Fleming, ex modella statunitense (Montague, n. 1942)
- Nancy Green, modella, cuoca e attivista statunitense (Mount Sterling, n. 1834 - Chicago, † 1923)

## Nuotatrici(4)
- Nancy Garapick, ex nuotatrice canadese (Halifax, n. 1961)
- Nancy Hogshead, ex nuotatrice statunitense (Iowa City, n. 1962)
- Nancy Ramey, ex nuotatrice statunitense (Seattle, n. 1940)
- Nancy Simons, ex nuotatrice statunitense (Oakland, n. 1938)

## Pallavoliste(2)
- Nancy Carrillo, pallavolista cubana (L'Avana, n. 1986)
- Nancy Meendering, ex pallavolista statunitense (Sioux Center, n. 1978)

## Pattinatrici artistiche su ghiaccio(2)
- Nancy Kerrigan, ex pattinatrice artistica su ghiaccio statunitense (Woburn, n. 1969)
- Nancy Ludington, ex pattinatrice artistica su ghiaccio statunitense (Stoneham, n. 1939)

## Politiche(8)
- Nancy Astor, politica statunitense (Danville, n. 1879 - Grimsthorpe, † 1964)
- Nancy Boyda, politica statunitense (Saint Louis, n. 1955)
- Nancy Faeser, politica e avvocata tedesca (Bad Soden, n. 1970)
- Nancy Hollister, politica statunitense (Marietta, n. 1949)
- Nancy Johnson, politica statunitense (Chicago, n. 1935)
- Nancy Landon Kassebaum, politica statunitense (Topeka, n. 1932)
- Nancy Mace, politica statunitense (Fort Bragg, n. 1977)
- Nancy Pelosi, politica statunitense (Baltimora, n. 1940)

## Registe(2)
- Nancy Meyers, regista, produttrice cinematografica e sceneggiatrice statunitense (Filadelfia, n. 1949)
- Nancy Savoca, regista, sceneggiatrice e produttrice cinematografica italiana (New York, n. 1959)

## Sceneggiatrici(1)
- Nancy Oliver, sceneggiatrice e commediografa statunitense (Framingham, n. 1955)

## Scenografe(1)
- Nancy Haigh, scenografa statunitense (n. 1946)

## Schermitrici(1)
- Nancy Uranga, schermitrice cubana (Bahía Honda, n. 1954 - Bridgetown, † 1976)

## Sciatrici alpine(3)
- Nancy Gee, ex sciatrice alpina canadese (Pointe-Claire, n. 1968)
- Nancy Greene, ex sciatrice alpina, allenatrice di sci alpino e politica canadese (Ottawa, n. 1943)
- Nancy Gustafson, sciatrice alpina statunitense (Pittsfield, n. 1964)

## Scrittrici(15)
- Nancy Cunard, scrittrice, poetessa e anarchica britannica (n. 1896 - † 1965)
- Nancy Farmer, scrittrice statunitense (Phoenix, n. 1941)
- Nancy Friday, scrittrice statunitense (Pittsburgh, n. 1933 - New York, † 2017)
- Nancy Holder, scrittrice statunitense (Los Altos, n. 1953)
- Nancy Etchemendy, scrittrice statunitense (Reno, n. 1952)
- Nancy Huston, scrittrice e saggista canadese (Calgary, n. 1953)
- Nancy Kilpatrick, scrittrice canadese (Filadelfia, n. 1946)
- Nancy Mitford, scrittrice e biografa britannica (Londra, n. 1904 - Versailles, † 1973)
- Nancy Newhall, scrittrice statunitense (Lynn, n. 1908 - Jackson Hole, † 1974)
- Nancy Phelan, scrittrice australiana (Sydney, n. 1913 - Sydney, † 2008)
- Nancy Pickard, scrittrice statunitense (Kansas City, n. 1945)
- Nancy Spector, scrittrice statunitense
- Nancy Springer, scrittrice statunitense (Montclair, n. 1948)
- Nancy Willard, scrittrice e poetessa statunitense (Ann Arbor, n. 1936 - Poughkeepsie, † 2017)
- Nancy Zaroulis, scrittrice statunitense (Chelmsford, n. 1945)

## Scrittrici di fantascienza(1)
- Nancy Kress, autrice di fantascienza statunitense (Buffalo, n. 1948)

## Showgirl(1)
- Nancy Comelli, showgirl e conduttrice televisiva italiana (Udine, n. 1983)

## Sociologhe(1)
- Nancy Chodorow, sociologa e psicanalista statunitense (New York, n. 1944)

## Storiche(2)
- Nancy F. Cott, storica statunitense (Filadelfia, n. 1945)
- Nancy Dupree, storica e archeologa statunitense (Cooperstown, n. 1927 - Kabul, † 2017)

## Tenniste(5)
- Nancy Chaffee, tennista statunitense (Ventura, n. 1929 - Coronado, † 2002)
- Nancy Feber, ex tennista belga (Anversa, n. 1976)
- Nancy Lyle, tennista britannica (Londra, n. 1910 - † 1986)
- Nancy Richey, tennista statunitense (San Angelo, n. 1942)
- Nancy Yeargin, ex tennista statunitense (Greenville, n. 1955)

## Tiratrici a segno(1)
- Nancy Johnson, tiratrice a segno statunitense (n. 1974)

## Velociste(1)
- Nancy Mackay, velocista canadese (Smethwick, n. 1929 - † 2024)

## Wrestler(1)
- Nancy Benoit, wrestler e modella statunitense (Boston, n. 1964 - Fayetteville, † 2007)

## Senza attività specificata(2)
- Nancy Ryan,  statunitense (Liberty, n. 1849 - Liberty, † 1958)
- Nancy Spungen,  statunitense (Filadelfia, n. 1958 - New York, † 1978)